# Ehōmaki
Ehōmaki (恵方巻き?) este un fel de mâncare din bucătăria japoneză constând dintr-un maki (literal „rulou”) de orez învelit într-o foaie de Nori⁠(d), format din:
- așchii de tigvă numite Kanpyō⁠(d) (かんぴょう?);
- Concombre (キュウリ?);
- Shiitake (シイタケ?);
- ouă în Dashi⁠(d) (だし巻き卵 dashimaki tamago?);
- anghile de apă dulce (うなぎ unagi?);
- carne uscată sărată și mărunțită (田麩 denbu?).

Este tradițional să se mănânce ehōmaki dintr-o singură bucată în timpul Setsubun⁠(d), pe 3 februarie, în direcția ehō (恵方?), pentru a fi fericit tot restul anului. Ehō este direcția anuală a eto⁠(d) (干支?), care reprezintă cele douăsprezece semne ale zodiacului chinezesc. Dacă ultima cifră a anului este 1, 3, 6 sau 8, trebuie să vă orientați spre sud-sud-est, 2 sau 7 spre nord-nord-est, 4 sau 9 spre est-nord-est și 5 sau 0 spre vest-sud-vest.
În Japonia, acest obicei datează din perioada Heian⁠(d) (794-1185). În 1872, Japonia a adoptat calendarul solar și a decretat că obiceiul ehō era o superstiție. Cu toate acestea, se pare că obiceiul ehōmaki a început în timpul perioadei Edo în Kansai.